# Elisabeth Farnese
Elisabeth Farnese (født 25. oktober 1692 i Parma, Italien, død 11. juli 1766) var en spansk dronning af italiensk–tysk afstamning. Hun var gift med kong Filip 5. af Spanien, og hun anses for at være én af de mest indflydelsesrige kvinder i 1700–tallets Europa.
 

## Forfædre
Elisabeth Farnese var datter af arveprins Odoardo Farnese (1666–1693) til Parma og Piacenza.
Hun var barnebarn af kurfyrste Filip Vilhelm af Pfalz, oldedatter af landgreve Georg 2. af Hessen-Darmstadt samt tipoldedatter af Filip Ludvig, pfalzgreve af Pfalz-Neuburg, Vilhelm 5., hertug af Bayern, landgreve Ludvig 5. af Hessen-Darmstadt og kurfyrste Johan Georg 1. af Sachsen.

## Familie
Elisabeth Farnese var gift med kong Filip 5. af Spanien.
De blev forældre til seks børn, deriblandt:
- kong Karl 3. af Spanien,
- den portugisiske dronning Mariana Victoria, gift med kong Josef 1. af Portugal,
- Filip 1., hertug af Parma, gift med Louise Élisabeth af Frankrig,
- Maria Teresa af Spanien, gift med kronprins Ludvig Ferdinand af Frankrig (1729–1765),
- den sardiske dronning Maria Antonia af Spanien, gift med kong Viktor Amadeus 3. af Sardinien-Piemont.